# Polowe (obwód czernihowski)
Polowe (ukr. Польове) – wieś na Ukrainie, w obwodzie czernihowskim, w rejonie koriukowskim, w hromadzie Sośnica. W 2001 liczyła 63 mieszkańców.